# Jacques Grisé
Jacques Grisé est un humoriste et auteur québécois né à Montréal en 1951. Il est particulièrement connu pour avoir fait partie du trio humoristique Paul et Paul avec Claude Meunier et Serge Thériault.

## Carrière
C'est alors qu'il est étudiant au Collège André-Grasset que Jacques Grisé fait la rencontre de Claude Meunier. Grisé poursuit ses études au Collège Ahuntsic, toujours avec Meunier, où ils développent leur intérêt pour l'univers des spectacles. En 1974, il collabore à l'écriture des textes de La Fricassée, émission à sketches destinée au jeune public et diffusée à la Télévision de Radio-Canada qui deviendra ensuite l'émission Pop-Citrouille. C'est dans le cadre de cette émission que la rencontre avec Claude Meunier et Serge Thériault se produit. Le trio se retrouve en 1976 à La Nouvelle compagnie théâtrale (NCT) dans la pièce Les nerfs à l'air de Jacqueline Barrette. La rencontre entre Grisé, Meunier et Thériault donne naissance au groupe Paul et Paul qui sera actif de 1976 à 1981. Ce trio écrit trois spectacles (1976, 1978 et 1980) et donne plus de 300 représentations sur cette période en plus d'enregistrer deux albums réunissant des sketches et des chansons humoristiques. Le premier spectacle est principalement présenté au théâtre de Quat'sous et à guichets fermés. Le spectacle de 1978 leur vaut le Félix « Scripteur de l'année - Spectacle » au premier Gala de l'ADISQ en 1979. Dans l'ouvrage Les histoires de Paul et Paul, Grisé précise que l'humour absurde qui définit le style de Claude meunier et lui-même, et qui aura été la marque de commerce du trio Paul et Paul, a été inspiré par Groucho Marx, les Monty Python ainsi que les humoristes Steve Martin et John Belushi. Après la série de 3 spectacles offerts par Paul et Paul, le trio se dissout donnant entre autres naissance au duo Ding et Dong composé de Meunier et Thériault. Les seules traces restantes des spectacles de Paul et Paul sont les deux albums publiés à la fin des années 1970 ainsi qu'une compilation sur CD publiée en 1993. L'humour absurde développé par le trio Paul et Paul est considéré comme ayant inspiré de nombreux artistes québécois tels Les Trois Accords ou Les Denis Drolet.
En 1980, Grisé travaille en relations publiques pour l'UQAM où il fait la promotion des salles de spectacles et de la programmation. Il commence également à collaborer à la revue humoristique Croc où il rejoint le comité de rédaction avec qui il travaille jusqu'en 1995. Tout au long des années 1990, il collabore à des émissions comme Surprise sur prise, 3 Gars un samedi soir ou Cha Ba Da. Pendant les années 2000, il continue ses collaborations pour différentes émissions de télévision à Radio-Canada, TQS et TVA. Entre 2005 et 2007, il traduit et adapte en français les textes originaux des émissions Sketch Show (Angleterre) et Skit House (Australie) pour Le Sketch Show diffusée sur TVA. Entre 2007 et 2009, Grisé traduit et adapte en français les textes originaux de l'émission australienne Thank God You’re Here  pour l'émission Dieu Merci.
Le 10 février 2011, Jacques Grisé présente son premier one man show intitulé Grisé, au La Tulipe à Montréal, après 30 ans d'absence sur les planches

## Discographie
- 1977 : Paul Et Paul
- 1978 : Remi AM/FM
- 1993 : L'intégrale (compilation sur CD)

## Publications
- Les histoires de Paul et Paul, Éditions Michel Brûlé, juin 2015  (ISBN 9782894855973)